# Protaphis elongata
Protaphis elongata är en insektsart. Protaphis elongata ingår i släktet Protaphis och familjen långrörsbladlöss. Inga underarter finns listade i Catalogue of Life.